# Frans Mahn
Frans Mahn (Amsterdam, 24 juni 1933 - Hoofddorp, 26 maart 1995) was een Nederlands wielrenner.
Na zijn carrière was hij baancoach van de KNWU.
1953
- Ronde van Limburg

1956
- Nederlands kampioen sprint amateurs
- Nederlands kampioen op de weg amateurs
- Wereldkampioen op de weg amateurs

1966
- Nederlands kampioen sprint profs

1967
- Nederlands kampioen sprint profs

## Resultaten in voornaamste wedstrijden
| Jaar |  | WK op de weg |
| ---- |  | ------------ |
| 1957 |  | 28e          |